# Exocentrus morulus
Exocentrus morulus là một loài bọ cánh cứng trong họ Cerambycidae.